# Beetpflug

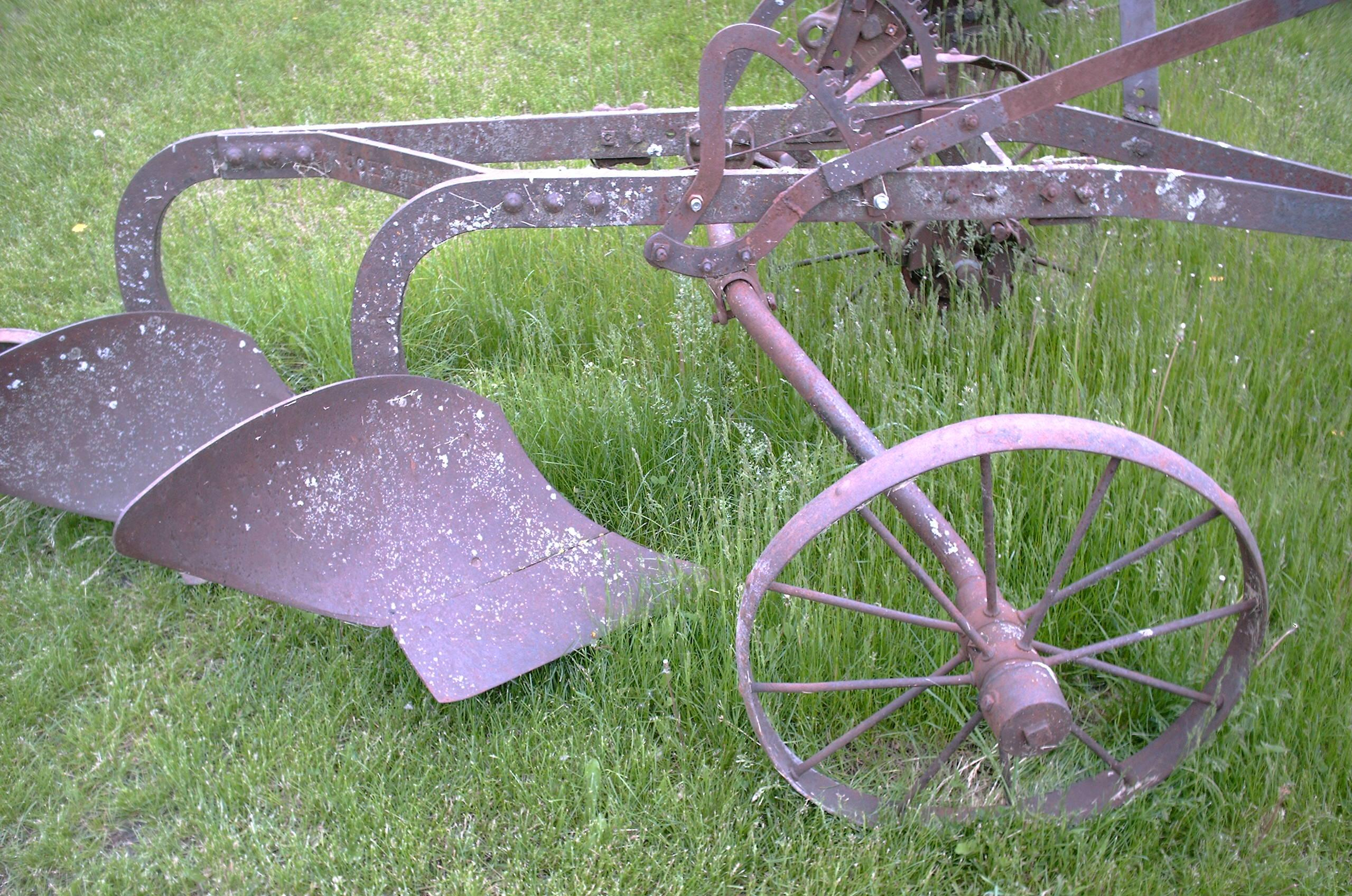
Zweischar-Beetpflug für Zugtieranspannung – Rahmenpflug

Der Beetpflug ist eine Pflug-Gattung, bei der die arbeitenden Teile starr angeordnet sind und den Boden zu einer Seite hin (meist nach rechts) wenden. 

## Arbeitsweise
Anders als bei der Arbeit mit dem Drehpflug, können die Furchenbalken nicht nebeneinandergelegt werden – der Pflug kann nicht in der gleichen Furche zurückfahren. Die zu pflügenden Flächen werden daher in Beete aufgeteilt. Das Beetpflügen erfolgt entweder von der Mitte des Feldes ausgehend mit einem Zusammenschlag bzw. von den beiden Rändern zur Feldmitte gehend mit einem Auseinanderschlag. Durch diese Arbeitsweise entstehen beim Beetpflügen mehr Leerfahrten und ein höherer Zeitaufwand als bei den Kehrpflügen. Außerdem ist das beetgepflügte Feld nicht glatt und weist meist ein leichtes Gefälle in die gepflügte Richtung auf. In der historischen Betrachtung waren Beetpflüge bis zur Einführung moderner Traktoren die häufigste Bauart. Die technische Entwicklung bei den Pflügen ging daher meist von dem Beetpflug aus, der in Kombination mit Gespanntieren (Rinder, Pferde) eingesetzt wurde.

## Geschichte
In der Deutung um die Herkunft des Pfluges wird oft nicht zwischen den Geräten zum bloßen Aufreißen des Bodens (dem Haken) und den wendenden Geräten (dem Pflug) unterschieden. Streng genommen, zeichnet den Pflug das Vorhandensein eines Sechs, eines Schars und vor allem eines Streichbrettes (aus Holz) bzw. -bleches (aus Eisen bzw. Stahl) zum Umdrehen des Erdbalkens aus. Vor allem das Vorhandensein eines den Boden wendenden Bauteils unterscheidet den Pflug von einem Haken, der in der Geschichte des Ackerbaus schon viel früher entstanden ist. Erst wenn der Pflug mit einem ebenen, hochkant über dem Schar aufstehenden Streichbrett ausgestattet ist, lässt sich eine wirkliche Pflugarbeit erreichen. Statt wie mit dem Haken den Boden nur aufzureißen, wird der Erdbalken nun zur Seite geschoben und dabei bestenfalls leicht gewendet. Der Übergang zum modernen Pflug vollzog sich, nachdem in das flache Streichbrett eine Windung eingearbeitet worden war. Die Verwendung eines vollständig aus Eisen oder Stahl hergestellten Streichblechs ermöglichte nunmehr eine stärkere Wendelung, durch die eine vollständige Bodenwendung erreicht werden konnte.
Die ältesten Hinweise auf einen Beetpflug mit Streichbrett stammen aus der römischen Zeit. Es ist davon auszugehen, dass die Geräte für die wendende Bodenbearbeitung jahrhundertelang neben den Haken existierten und sich kaum entwickelten. Weitere Hinweise auf Beetpflüge finden sich in den Handschriften des Sachsenspiegels, der zwischen 1220 und 1235 entstand. Dieser Typ ging auch als „Altdeutscher Pflug“ in die Geschichte ein, meint allerdings kein konkretes Baumuster. Weiterhin existieren Darstellungen aus dieser Zeit in französischer und italienischer Literatur. Zum Ende des Mittelalters wurden die Darstellungen von Beetpflügen dann häufiger. Sie sind in Spanien, Frankreich, England, Deutschland, dem heutigen Belgien, Österreich, den Niederlanden und dem Balkan zu finden. Viele dieser Konstruktionen existierten fast unverändert über viele Jahrhunderte. Eine Verbesserung des Beetpfluges entstand durch das Anbringen eines Bleches an der Basis des Streichbrettes und der Verstärkung einer eisernen Schar und eines Sechs zum horizontalen und vertikalen Aufschneides des Bodens. Waren anfangs die Beetpflüge noch mit einem graden Streichbrett gebaut, tauchten in den Niederlanden spätestens im 17. Jahrhundert Beetpflüge auf, die mit einem schraubenförmig geformten Streichbrett versehen waren. Diese Neuerung nahmen englische Agronomen, wie z. B. Joseph Foljambe, auf, der ca. 1730 aus dem „dutch plough“ eine verbesserte Version, den sogenannten Rotherham Plough, entwickelte. Der Rotherham-Pflug erhielt ein Patent und gilt als erster in Serie (ab 1760) gefertigter Beetpflug weltweit. Bezeichnend für diesen Pflug war, dass er ohne Vorderkarren auskam und fast alle beanspruchten Teile mit Eisenteilen verstärkt waren. 1763 entwickelte der Schottische Mechaniker James Small den Rotherham-Pflug weiter. Ihm gelang es, aus der Funktion des Pfluges seine Konstruktionsmerkmale mithilfe mathematischer Berechnungen abzuleiten. Der Erfolg seiner Konstruktion bestand darin, dass der gesamte Pflugkörper (Sohle, Schar, Streichblech, Griessäule und Molterbrett) aus Eisen gefertigt war. Zudem erhielt das Streichblech eine kontinuierliche Windung, die Small entsprechend berechnet hatte. Small gelang es zudem, den Pflug statt aus Schmiedeeisen nun aus härterem und verschleißärmeren Guss in einer universellen Form herzustellen. Der geringere Kraftbedarf von nunmehr zwei statt vier Zugpferden, eine höhere Flächenleistung und das einfachere Handling machten den Small-Pflug zu der modernsten Konstruktion seiner Zeit. Die Abwesenheit eines einachsigen Vorderkarrens bzw. einer Schleifstelze führten zu dem Begriff Schwingpflug (engl.: swing plough). In der historischen Betrachtung bildet Smalls Schwing-Pflug die Grundlage des modernen Pflugbaus in Europa und Nordamerika.

## Ab dem 19. Jahrhundert
Das Verdienst, den Smallschen Pflug im deutschsprachigen Raum bekannt zu machen, gebührt dem Agronomen Albrecht Daniel Thaer. Er war bemüht, der landwirtschaftlichen Praxis agrartechnische Lösungen anzubieten, und animierte dazu, die patentfreie Konstruktion von Small nachzubauen. Durch den Fokus Thaers auf landwirtschaftliche Großbetriebe im Norden und Osten Deutschlands waren zu Beginn des 19. Jahrhunderts Pflüge nach Vorbild des schottischen swing ploughs dort weithin im Einsatz. Im süddeutschen Raum machte sich der erste Rektor der Hohenheimer Lehr-, Versuchs- und Unterrichtsanstalt J. N. v. Schwerz verdient ab 1819 moderne Pflüge nach den Vorbildern des Brabanter und später Flandrischen Pfluges bekannt zu machen. Als wesentlicher Motor für die Einführung verbesserter Beetpflüge galt die der Lehranstalt angegliederte Hohenheimer Ackergerätefabrik, die als erste Agrartechnik-Manufaktur Süddeutschlands die Landwirtschaft Württembergs und angrenzender Regionen mit entsprechenden Geräten belieferte. Vorbild für den Hohenheimer Pflugbau war zunächst der Brabanter Pflug und wenig später der Flandrische Pflug aus der Region um Wingene (Westflandern), der später als „Schwerz-Pflug“ hohen Bekanntheitsgrad erhielt. Die Besonderheit des Hohenheimer Beetpflugbaus war es, dass diese kontinuierlich weiterentwickelt und als verschiedene Serien gebaut wurden. Eine solche Modellpflege im Pflugbau war in der ersten Hälfte des 19. Jahrhunderts auf dem Gebiet des damaligen Deutschen Bundes einmalig. Ende der 1850er Jahre existierten von dem Hohenheimer Beetpflug insgesamt 5 verschiedene Bautypen (Konstruktion A, B, C, D und S). Ab 1873 produzierte die Hohenheimer Ackergerätefabrik mit Modell H einen weiteren Typ, der, noch mehr als seine Vorgänger, eine außerordentliche Popularität hatte und als „Hohenheimer Landpflug“ in Süddeutschland – insbesondere in Bayern – eine starke Verbreitung gefunden hatte. Weil die Hohenheimer Pflüge nicht immer den Gewohnheiten ihrer Nutzer entsprachen, gingen mancherorts Dorfhandwerker dazu über, Pflüge zu bauen, welche die Vorzüge der Hohenheimer Konstruktionen mit den Wünschen der Kunden in Einklang brachten. Eine der bekanntesten Konstruktionen stammte von dem Schmiedemeister Isak Maier aus Suppingen, der mit seinem „Suppinger Pflug“ sogar den alljährlich verliehenen „Mechanischen Preis“ erhielt. Weitere Konstruktionen auf Basis der Hohenheimer Pflüge stammten u. a. von Veit (Schleißheim), Karl Schmid (Oberdischingen), Zugmaier (Wien) oder Vidats (Budapest). Die Hohenheimer Beetpflüge und ihre Nachbauten haben bis in die zweite Hälfte des 19. Jahrhunderts weit über die Grenzen Württembergs wesentlich dazu beigetragen den Fortschritt bei der Bodenbearbeitung voranzutreiben.
In der Mitte des 19. Jahrhunderts erlebte der Pflugbau in Deutschland aber auch in anderen Industrieländern wie Großbritannien und den USA einen deutlichen Entwicklungsschub durch die Gründung verschiedener Landtechnikfabriken. Zu den damals bedeutendsten Pionieren im Pflugbau zählten in Deutschland u. a. die Landmaschinenfabrik Heinrich Ferdinand Eckert (Berlin, gegründet 1846), die Pflugfabrik Gebrüder Eberhardt (Ulm, gegründet 1854), die Eduard Schwartz & Sohn Pflugfabrik (Berlinchen/Neumark, gegründet 1859) sowie Rud. Sack (Löben, später Leipzig, gegründet 1863).